# (1628) Strobel
(1628) Strobel – planetoida z pasa głównego asteroid okrążająca Słońce w ciągu 5 lat i 83 dni w średniej odległości 3,01 au. Została odkryta 11 września 1923 roku w Landessternwarte Heidelberg-Königstuhl w Heidelbergu przez Karla Reinmutha. Nazwa planetoidy pochodzi od Williego Strobla, niemieckiego astronoma z Astronomisches Rechen-Institut. Przed nadaniem nazwy planetoida nosiła oznaczenie tymczasowe (1628) 1923 OG.